# Julien de Parme

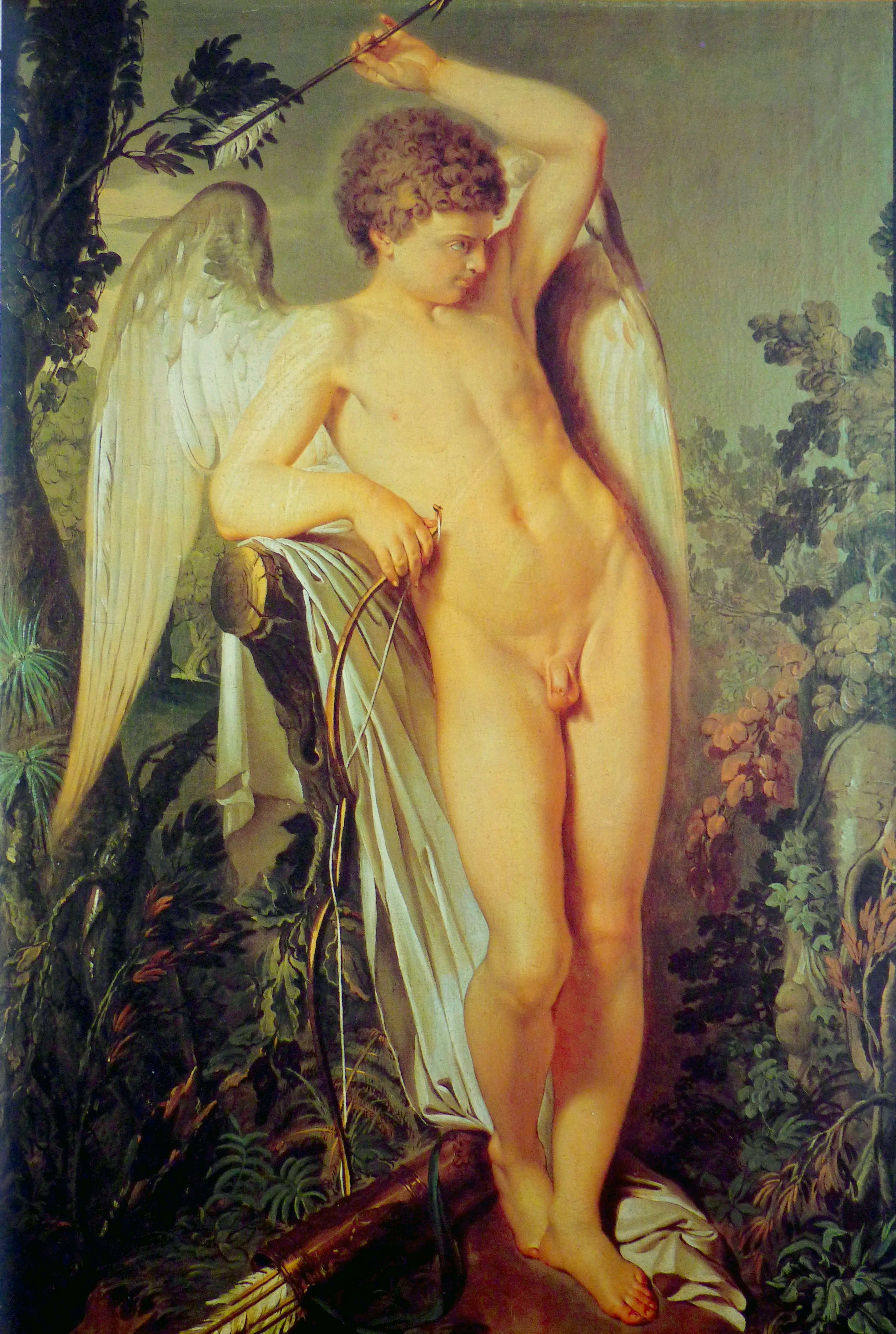
Amour debout (1762), collection Barbieri, Parme.

Jean-Antoine Julien, dit Julien de Parme, est un peintre suisse, né à Cavigliano en 1736 et mort à Paris en 1799.

## Biographie
Issue d'un milieu pauvre de Cavigliano, peut-être fils naturel de Giacomo Ottolini, il est orienté par sa mère vers la peinture et commence son apprentissage dans l'atelier de Giuseppe Mattia Borgnis à Craveggia. En 1747, à 12 ans, il part pour la France. Il parfait sa formation dans plusieurs villes françaises. Il séjourne près de quatre ans à Châteauroux. Aucune des œuvres qu'il mentionne pour ces périodes n'ont été retrouvées. On le trouve installé à Paris en 1759 où il se spécialise dans le portrait. Il fait ensuite un voyage en Italie et devient peintre à la cour de Parme et peint des sujets mythologiques. Revenu à Paris en 1773, il se fait appeler Julien de Parme mais arrive difficilement à vendre sa peinture, devant vivre de copies ou d'expédients. 
Son style néoclassique italien en avance sur son temps ne rencontra pas en France un grand succès et sa formation d'autodidacte en peinture le déconsidéra. Mort dans la misère, sa peinture tomba dans l'oubli et son nom fut presque oublié, souvent confondu avec celui du peintre Simon Julien. Julien de Parme ne fut réhabilité qu'à partir de la fin du XXe siècle par Pierre Rosenberg, conservateur du musée du Louvre qui lui consacra une exposition en 1998.

## Œuvres dans les collections publiques
- Étude d'homme et d'enfant, pierre noire avec rehauts de blanc sur papier brun. H. 0,257 ; L. 0,214 m[5]. Ce dessin reproduit la figure du tailleur de pierre peinte à fresque par le Dominiquin sur le mur de l'église du monastère San Nilo de Grottaferrata à Rome et représentant La Construction de l'église du monastère[6].
- Homme nu couché, convulsant de douleur, sanguine sur papier beige. H. 0,201 ; L. 0,214 m[7]. Ces hommes terrassés ne sont pas absents de l'œuvre de l'artiste qui en représente au premier plan de sa toile Combat entre les Romains et les Sabins interrompu par les Sabines, conservée à la Fondazione Magnani Rocca à Parme[8].